# 2 mars dans les chemins de fer
2 février 2 avril
Chronologies thématiques
- Croisades
- Sports
- Disney

Cette page concerne les événements qui se sont déroulés un 2 mars dans les chemins de fer.

## Événements

### XIXesiècle
- x

### XXesiècle
- 1999.  France :   décret créant le Conseil supérieur du service public ferroviaire dont le rôle principal est de veiller à la coordination des deux établissements publics ferroviaires, SNCF et RFF.

### XXIesiècle
- x

## Naissances
- 1796.  Suisse :   François Bartholoni[1] à Genève.

## Décès
- x